# Línia Verda (Xipre)
|  | Per a altres significats, vegeu «Línia Verda». |

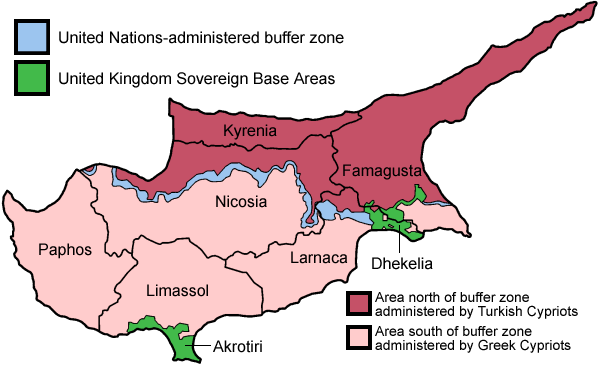
La zona desmilitaritzada es mostra en color blau

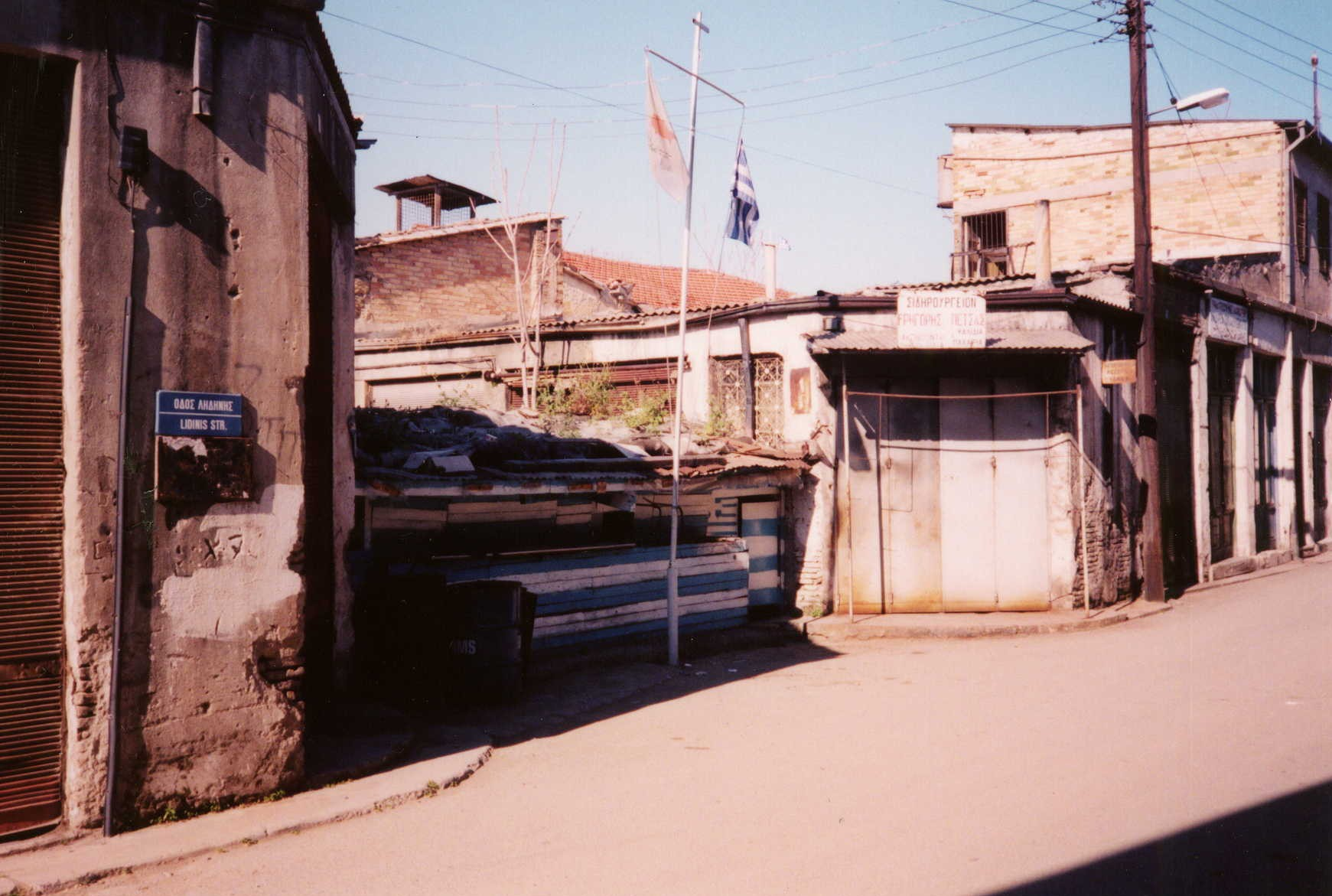
Línia Verda de Nicòsia, Xipre.

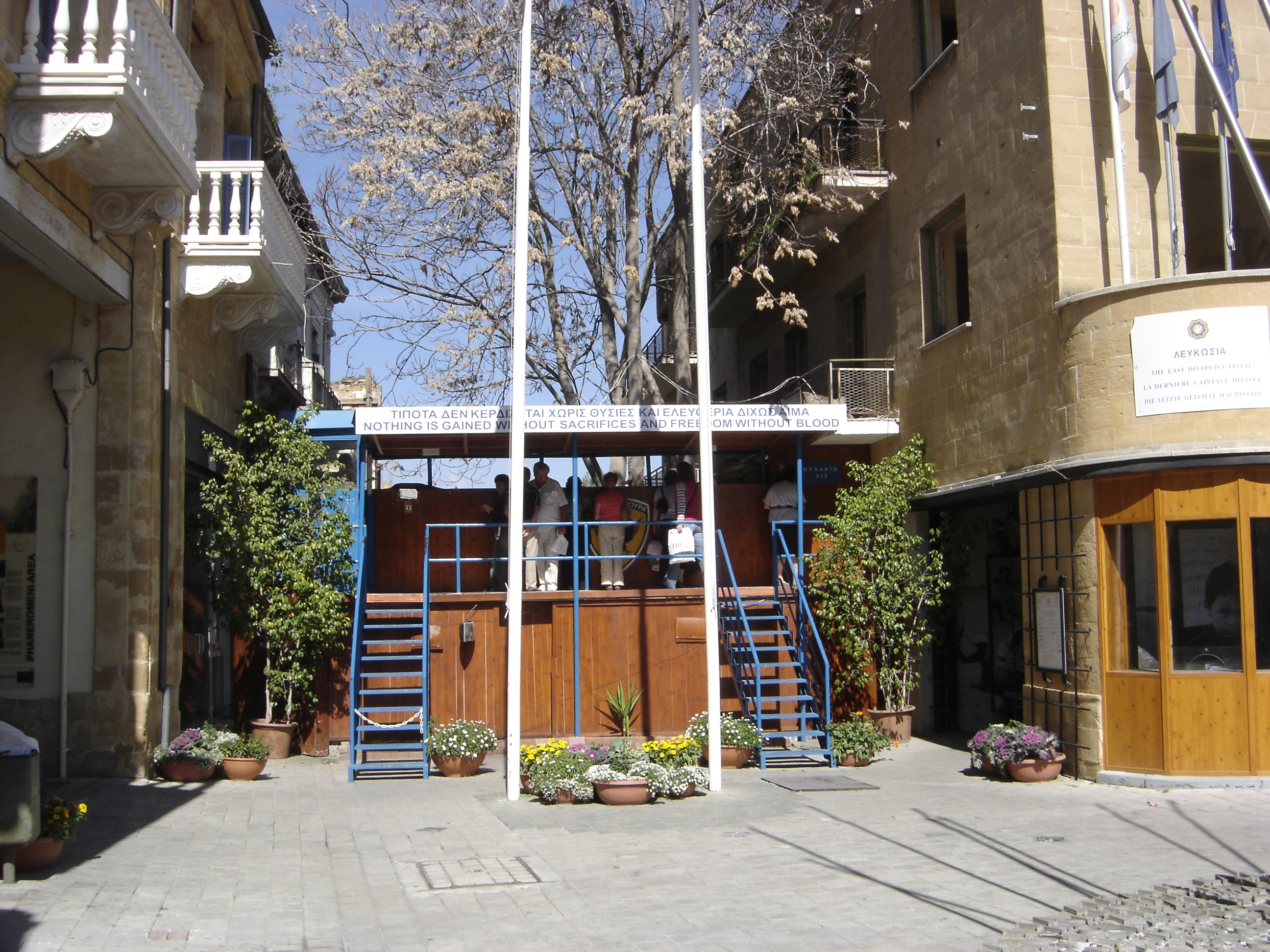
Carrer de Nicòsia tallat per la Línia Verda.

La Línia Verda (grec: Πράσινη Γραμμή, Prasini Grammi; turc: Yeşil Hat), és una zona desmilitaritzada que divideix l'illa de Xipre, així com la seva capital Nicòsia, en dues parts, una septentrional sota el poder de la República Turca del Nord de Xipre, i la part meridional sota el control de la República de Xipre. El pas a través de la mateixa es fa, exclusivament, pels passos de l'Hotel Ledra Palace i el carrer de Ledra, llocs controlats per les forces de seguretat de tots dos països i de la Força de les Nacions Unides pel Manteniment de la Pau a Xipre (UNFICYP). El seu ample és variat (en mitjana és el corresponent a un carrer) i la vigilància interna és realitzat per les tropes de UNFICYP de Nacions Unides.

## Història
Durant les campanyes de l'EOKA de la dècada de 1950, els barris grec i turc de la capital estaven dividits per una tanca de filferro establerta per mantenir les dues comunitats separades a fi d'evitar el vessament de sang entre comunitats. Aquesta línia més o menys seguia el curs dels carrers de Paphos i Hermes.
En 1960, Xipre es va transformar en un país independent i bicomunal, amb una població majoritària d'origen grec i una minoria d'ètnia turca. Els tres primers anys de país independent van ser de relativa calma i sense separació física de les comunitats.
Aquest desembre, la ciutat de Nicòsia va ser el centre de violents enfrontaments intercomunals. Els trets del 21 de desembre de 1963 van acabar amb la coexistència pacífica i van resultar en una divisió de facto de la ciutat.
En la nit de nadal, el grup del capità Mark Hobden, a càrrec del Regiment N. 3 Wing de la RAF amb base a Akrotiri, va rebre l'ordre de constituir-se amb el seu personal a Nicòsia. A les dues hores Hobben estava en marxa. Aquesta ordre era conseqüència d'un acord entre Gran Bretanya, Grècia i Turquia per establir una "task force" (denominada pels britànics Joint Truce Force) entre els tres països, amb majoria dels primers i sota el comandament del Major General Peter Young amb l'objecte de restablir l'ordre. Amb la missió de separar els bàndols en conflicte, Hobden va establir el seu lloc de comandament a l'Hotel Ledra Palace i va ordenar que patrullés la ciutat amb vehicles britànics.
El Secretari Britànic per les Relacions de la Commonwealth, Duncan Sandys, va viatjar a l'illa amb la intenció de restaurar la calma. Es van fer una sèrie de trobades amb els delegats turcoxipriotes i grecoxipriotes sota la direcció de Sandys. Durant aquests, el Major General Peter Young, qui estava a càrrec de les tropes britàniques arribades per supervisar l'alto el foc, va marcar una Línia Verda el 30 de desembre de 1963 sobre el mapa de confrontació de Nicòsia.
L'origen de la línia va ser en una reunió de l'estat major del Major General Young una vegada estabilitzada la situació. Llavors hi participa Hobden, provinent de la primera línia. Aquest va fer la proposta de la divisió de Nicòsia i la va dibuixar sobre un mapa amb un marcador color verd. Young va aprovar aquesta solució pragmàtica.
La línia va córrer, a partir de 1964, dins de la ciutat antiga de Nicòsia pels carrers Pafos i Hermes, majorment sector comercial grecoxipriota. Les posicions turcoxipriotes estaven entre cinquanta i cent metres al nord d'aquests carrers. Ja en 1965, UNFICYP va autoritzar a famílies refugiades turcoxipriotes ocupar cases buides entre aquestes posicions i la Línia Verda.
A partir de juliol de 1974, amb motiu de la Operació Atila, va ser enfortida, modificada i tot moviment a través d'ella estrictament controlat constituint-se com a frontera entre Turquia i Xipre. Des de llavors s'empra la denominació de línia verda o Green Line, per analogia, a tota la zona d'amortiment (Buffer Zone), separant les dues comunitats mitjançant una combinació de barricades, bosses de sorra, filferros de pues i llocs de guàrdia des de Famagusta a Kokkina.
En 1983, la part turcoxipriota es va autoproclamar independent com República Turca de Xipre del Nord, país únicament reconegut per Turquia, heretant el control de la zona septentrional de l'illa.
Aquesta línia també es denomina en alguns casos com a Línia Atila, nom en clau donat per les forces turques durant la intervenció militar de l'illa en l'anomenada Operació Atila.
És de destacar que el seu emplaçament fora de la ciutat de Nicòsia no és exactament igual a l'establert amb l'alto el foc del 16 d'agost de 1974 doncs l'exèrcit turc ha realitzat limitats avanços en sectors com Angolemi, Lourojina, Galini, etc.

## Actualitat

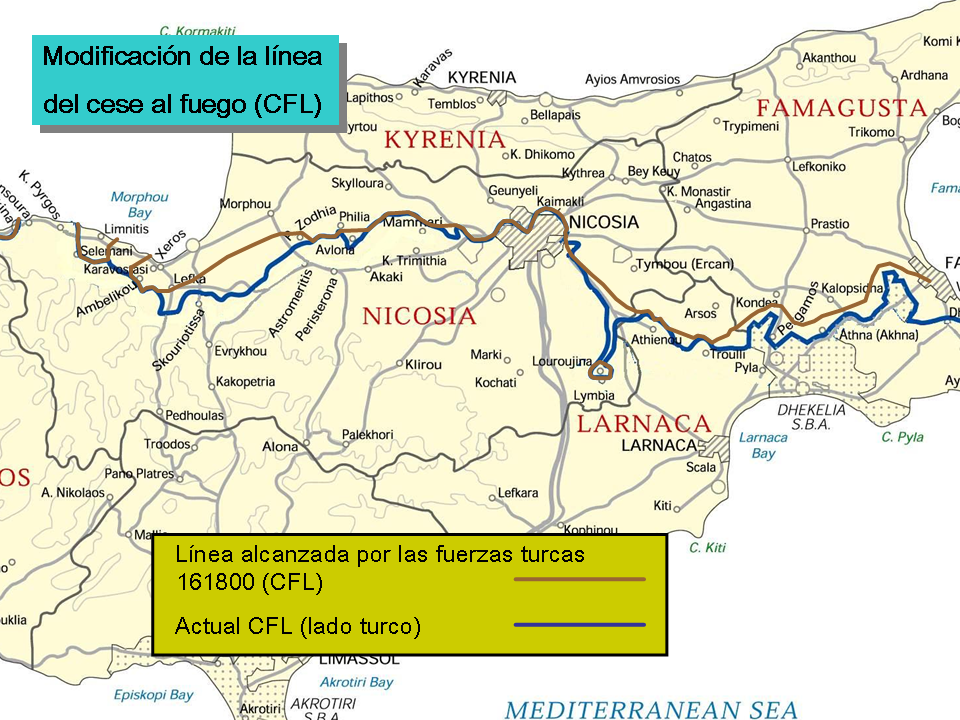
Diferencia entre les posicions turques 161800 (agost de 1974) i l'actual línia d'alto el foc.

En la matinada del 8 al 9 de març de 2007, el govern grecoxipriota va començar a derrocar part de la Línia Verda en «un senyal de bona voluntat», segons va afirmar el portaveu governamental Christodoulos Pashardes, la qual cosa ha estat ben rebuda pel líder turcoxipriota Mehmet Ali Talat, encara que s'ha advertit que la mesura, amb ser positiva, no és ni definitiva ni constitueix el final del conflicte d'ambdues comunitats. Al gener, el govern turcoxipriota també havia realitzat gestos d'acostament en destruir un pont per als vianants que, segons l'altra part, violava la Línia Verda.
Dins de la Zona d'Amortiment s'hi troba desplegada la Força de les Nacions Unides pel Manteniment de la Pau a Xipre, dividit en tres sectors. Aquests sectors se sumen per força Mòbil de Reserva (MFR); UNCIVPOL i altres estructures menors:

### Sector Un
| País que aporta tropes | Efectius                                             |
| ---------------------- | ---------------------------------------------------- |
| Argentina              | 212. Inclouen 14 xilens, 14 paraguaians i 1 brasiler |
| Total                  | 212                                                  |

EL Sector Un cobreix una distància d'aproximadament 90 quilòmetres des del llogaret de Kokkina, en la costa occidental de Xipre fins al llogaret de Mammari, a l'oest de Nicòsia.
Ha estat el responsable del Contingent Argentí des del 16 d'octubre de 1993. La seva rotació és cada 6 mesos llevat dels MOLOs (Oficials d'Observadors Militars i d'Enllaç), que mantenen contacte diari amb el personal militar en els dos bàndols, que ho fan cada 12 mesos.
Al Sector Un tenen el seu comandament i una companyia a Campo San Martín, al llogaret Skouriotissa. Una companyia i el suport es troben a Campo Roca, a Xeros. Les dues companyies de la línia es despleguen al llarg de quatre bases de patrulles dotades de forma permanent que realitzen patrulles mòbils juntament amb personal dels camps San Martín i Roca.

### Sector Dos
| País que aporta tropes | Efectius |
| ---------------------- | -------- |
| Regne Unit             | 183      |
| Total                  | 183      |

El Sector Dos és responsabilitat del contingent britànic des de 1993, quan el contingent canadenc va retirar la seva contribució principal d'UNFICYP.
Ha de patrullar i monitorar l'activitat militar de més de 30 quilòmetres al llarg de la zona de amortiment, començant en l'extrem est del llogaret Mammari i acabant al poble de Kaimakli a l'est de Nicòsia.
El comandament del Sector es troba a Wolseley Barracks, dins de la zona de seguretat, prop de la vora occidental de les muralles venecianes que envolten el nucli antic de Nicòsia.
L'Hotel Ledra Palace, on estan estacionades les tropes del sector, ha estat la llar de les forces de pau de la UNFICYP des de 1974 en virtut d'un acord amb el Govern de Xipre. Una companyia es troba en les línies de cessació del foc.

### Sector Tres
| País que aporta tropes | Efectius                                |
| ---------------------- | --------------------------------------- |
| Eslovàquia             | 96                                      |
| Hongria                | 57                                      |
| Sèrbia                 | 49. D'ells 2 són croates i 2 ucraïnesos |
| Total                  | 202 (2014)                              |

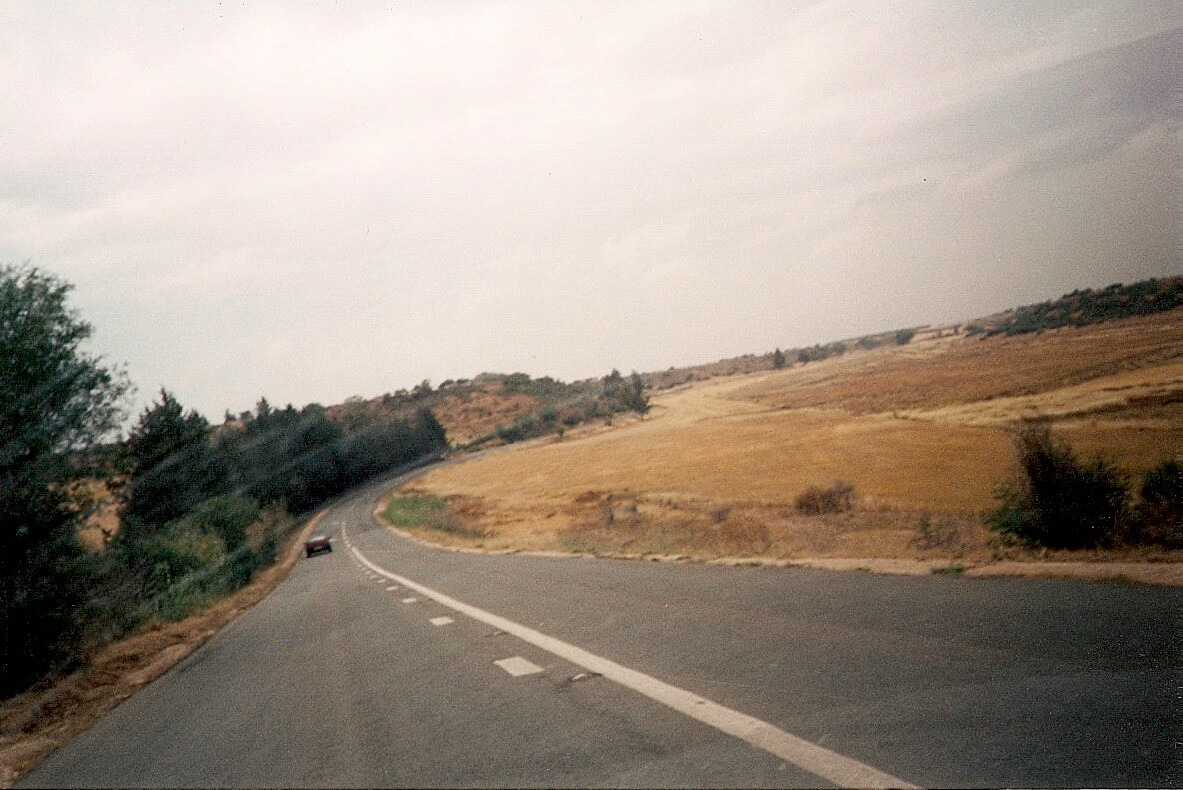
Corredor Ayios Nikolaos - Dhekelia. A l'esquerra, territori controlat pel Govern Xipriota, al centre, camí sobirà britànic i a la dreta, sector controlat per la RTNC.

El Sector Tres està sota la responsabilitat d'un contingent eslovac, hongarès i serbi.
La responsabilitat de la unitat és patrullar i fer un seguiment de l'activitat militar de més de 65 quilòmetres al llarg de la zona d'amortiment, començant en l'extrem est del llogaret de Kaimakli i acabant al poble de Dherinia, a la costa est de l'illa.
La zona de sobirania britànica prop de Dhekelia s'estén entre dos punts de la zona d'amortiment: Pyla i Strouvilia. La base sobirana està fora de l'àrea de responsabilitat de la missió. El Comandament del Sector se situa a Famagusta, a Camp Stefanik.
Una companyia es desplega al llarg de les dues línies d'alto el foc de la zona de amortiment del sector. Té una secció amb base a Athienou, responsable de la meitat occidental del Sector; una segona secció té base a Dherinia, responsable de la meitat oriental, inclosa la ciutat abandonada de Varosha; una tercera secció té base a Pyla encarregada de supervisar l'activitat militar a l'únic poble de les dues comunitats dins de la zona d'amortiment.

## Controls de pas

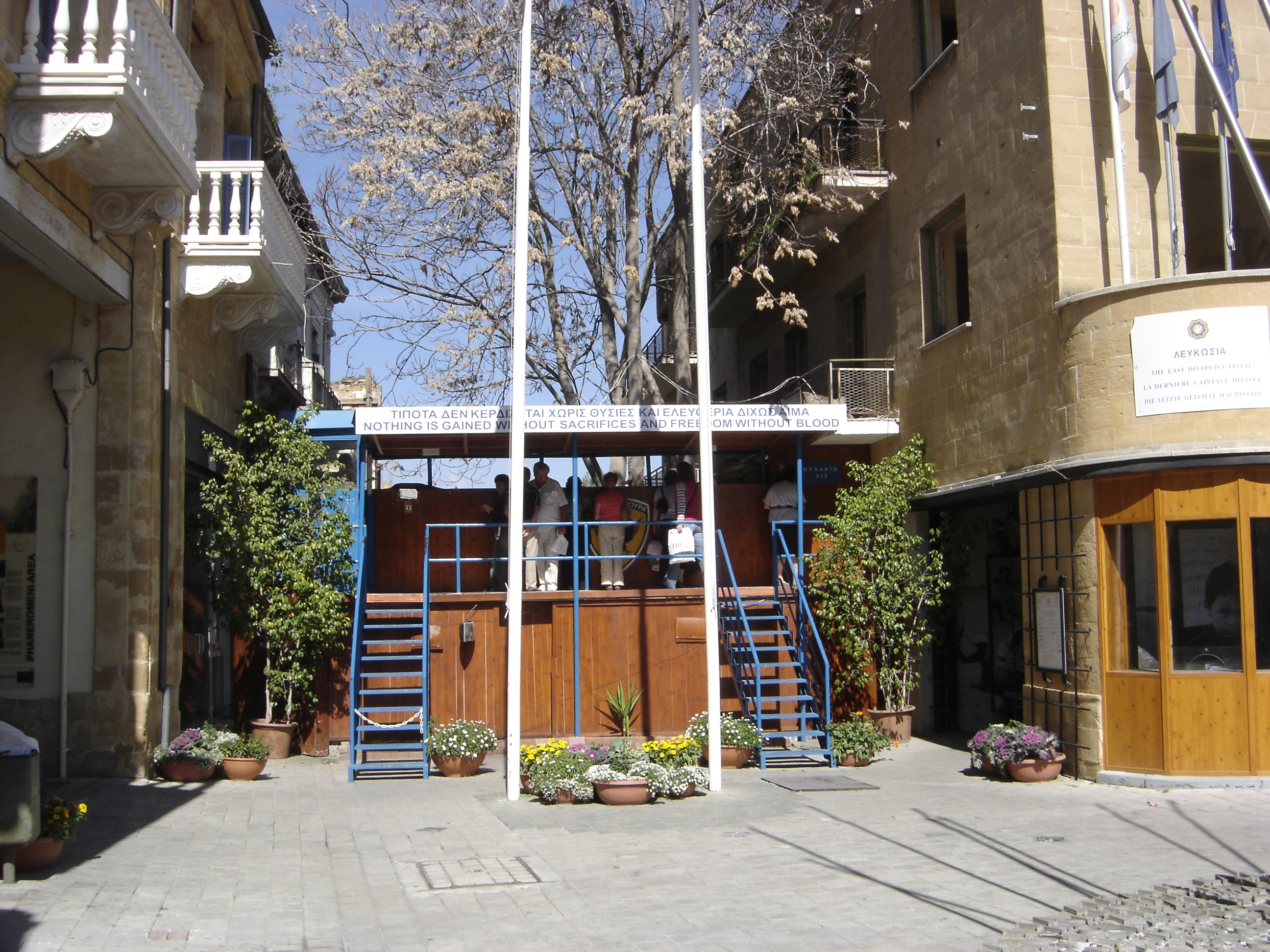
Carrer Ledra, abans tallada per la Línia Verda a Nicòsia.

Després d'una prohibició de creuar de prop de 30 anys, l'administració turcoxipriota va moderar significativament les restriccions de viatge a través de la línia divisòria d'abril de 2003, permetent als grecoxipriotes travessar el pas de Ledra Palace a les antigues muralles de Nicòsia. Això només va ser possible després de la decisió del Tribunal Europeu de Drets Humans (CEDH) (Djavit An vs Turkey, Aplicació No.20652/92).
Hi ha els següents passos:
| Àrea sota el control de la República de Xipre | Àrea sota el control de Xipre del Nord      | Notes |
| --------------------------------------------- | ------------------------------------------- | --- |
| Astromeritis (Αστρομερίτης)                   | Zodeia (Ζώδεια, Bostancı)                   | Només per cotxe |
| Ayios Dhometios (Άγιος Δομέτιος)              | Metehan                                     | A peu i en cotxe |
| Ledra Palace                                  | Ledra Palace                                | Només a peu |
| Carrer Ledra (οδός Λήδρας, Lokmacı Caddesi)   | Carrer Ledra (οδός Λήδρας, Lokmacı Caddesi) | Només a peu |
| Pyla (Πύλα, Pile)                             | Pergamos (Πέργαμoς, Beyarmudu)              | |
| Agios Nikolaos (Άγιος Νικόλαος)               | Strovilia (Akyar)                           | Els controls dels punts de pas realitzats per la policia de la SBA per part d'un costat i per la policia de la República Turca de Xipre del Nord a l'altra banda |
| Limnitis (Λιμνίτης, Yeşilırmak)               | Limnitis (Λιμνίτης, Yeşilırmak)             | |

Abans de l'adhesió xipriota a la Unió Europea, hi havia restriccions a les travessies de la línia verda per estrangers imposades per la República de Xipre, però aquestes van ser abolides pels ciutadans de la UE pel Reglament comunitari 866/2004. Generalment, els ciutadans de qualsevol país poden travessar la línia, inclosos grecs i turcoxipriotes. Un informe de la UE de 2005 va declarar que "existeix una ruta il·legal sistemàtica a través de la part nord a les àrees controlades pel govern" que permeten l'afluència de sol·licitants d'asil.

## Incidents
L'agost de 1996, els refugiats grecoxipriotes van demostrar amb una marxa contra el que consideren la República Turca de Xipre del Nord de Xipre. La demanda dels manifestants era la retirada completa de les tropes turques i el retorn dels refugiats xipriotes a les seves llars i propietats. Entre els manifestants hi havia Tassos Isaac que va ser colpejat fins a la mort.
Un altre home, Solomos Solomou, va ser assassinat per tropes turques durant les mateixes protestes el 14 d'agost de 1996. Solomou, de 26 anys, va ser un dels molts agitadors que van entrar a la Zona d'Amortiment tres dies després del funeral d'Isaac, el 14 d'agost per posar una corona en el lloc on havia estat colpejat fins a la mort. Solomou va ser tirotejat pels soldats turcs quan estava escalant a un pal de bandera per treure la bandera de Turquia. Les autoritats de la República de Xipre van fer una investigació, i foren considerats sospitosos Kenan Akin i Erdan Emanet. Es van instigar processos judicials internacionals i es van emetre ordres d'arrest per a ambdós a Interpol.
Durant les manifestacions del 14 d'agost de 1996, dos soldats britànics també van ser capturats per les forces turques: Neil Emery i Jeffrey Hudson, ambdós del 39è Regiment Artilleria Reial. El bombarder Emery fou disparat al braç, mentre que el canoner Hudson va ser disparat a la cama per un fusell i va ser traslladat per aire a l'hospital de Nicosia i després a la RAF Akrotiri.